# Proterozoico
| Eón          | Era               | Inicio (millones años) |
| ------------ | ----------------- | ---------------------- |
| Fanerozoico  |                   | 538,8±0,6              |
| Proterozoico | Neoproterozoico   | 1000                   |
| Proterozoico | Mesoproterozoico  | 1600                   |
| Proterozoico | Paleoproterozoico | 2500                   |
| Arcaico      |                   | 4031±3                 |
| Hádico       | 4567              |                        |

El Proterozoico o eón proterozoico (de πρότερος, próteros = anterior, temprano y ζῶον, zôon = ser vivo), una división de la escala temporal geológica antes también conocida como Algónquico o Eozoico, es un eón geológico perteneciente al Precámbrico que abarca desde hace 2500 millones de años hasta hace 542 millones de años, una extensión de 1958 ± 1,0 millones de años. Se caracteriza por la presencia de grandes cratones que darán lugar a las plataformas continentales. Las cordilleras generadas en este eón sufrieron los mismos procesos que los fanerozoicos. La intensidad del metamorfismo disminuyó en este momento geológico. La Tierra sufre sus primeras glaciaciones y se registra una gran cantidad de estromatolitos. Sin duda, supusieron un importante cambio en la biota terrestre. El período Ediacárico de finales del Proterozoico se caracteriza por la evolución de abundantes organismos pluricelulares de cuerpo blando. 

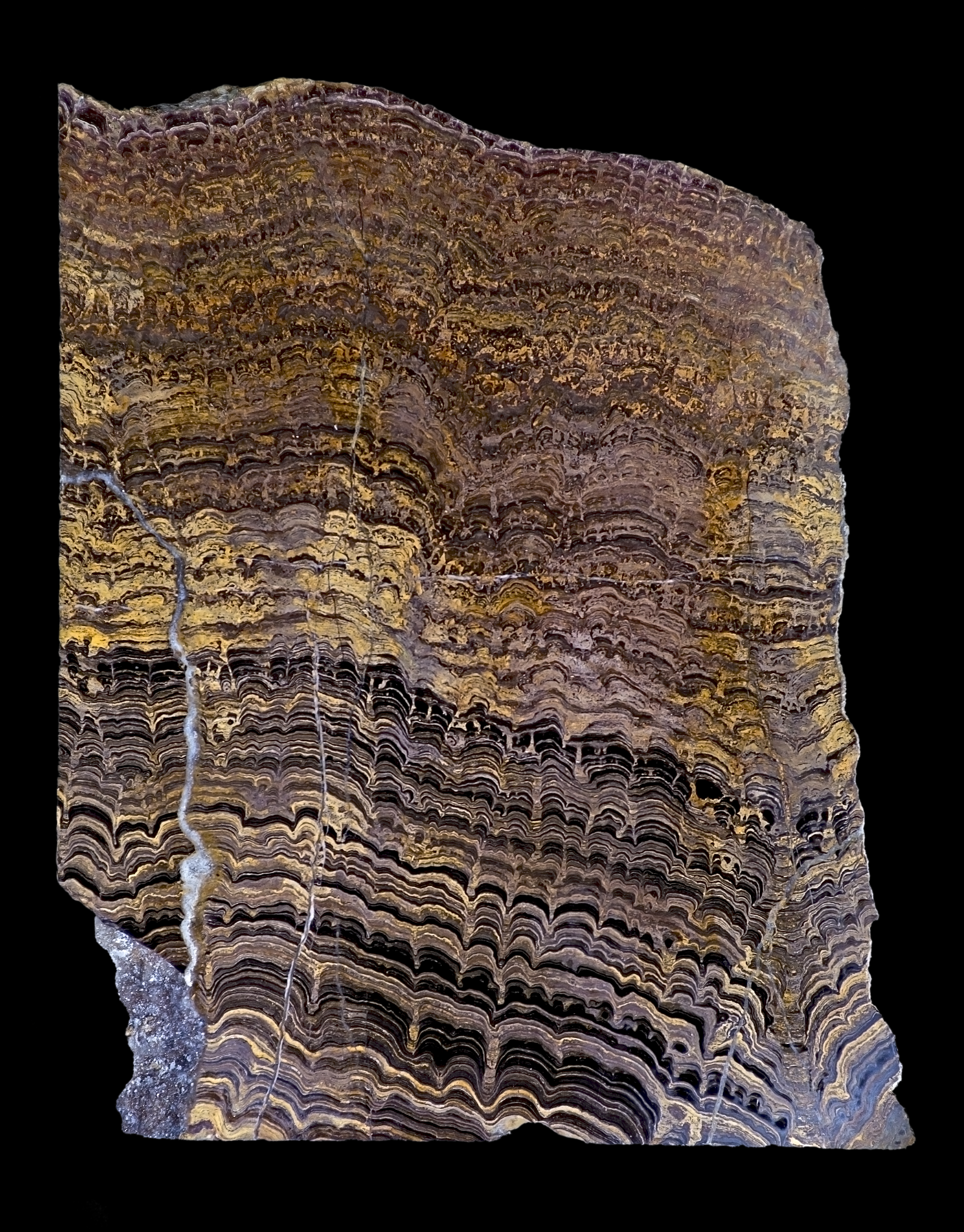
Estromatolitos de los Andes Orientales en Cochabamba, Bolivia.

## Geología

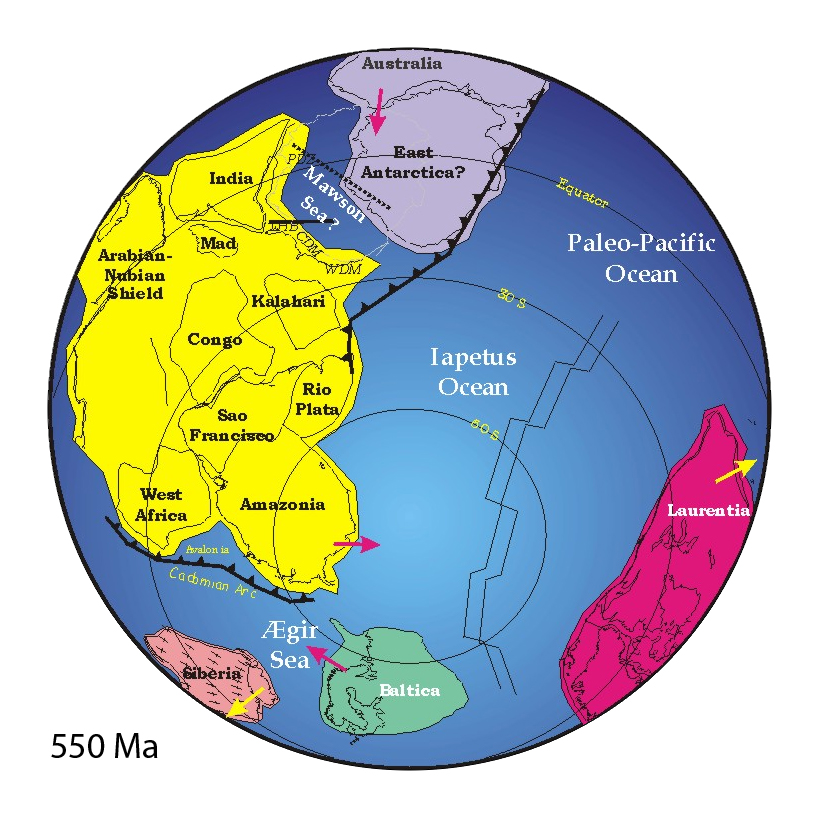
Los continentes a finales del Proterozoico, hace 550 millones de años.

El registro geológico del Proterozoico es mucho mejor que el de la época anterior, el eón arcaico. Al contrario que los depósitos de agua profunda del eón arcaico, el Proterozoico posee muchos estratos que habían sido depositados en extensos mares epicontinentales superficiales. Además, muchas de estas rocas están menos metamorfizadas que las del Arcaico, y un alto número permanecen inalteradas. Los estudios de estas rocas muestran que durante este eón se produjo acreción continental rápida y masiva (única del Proterozoico), ciclos de supercontinentes y la moderna actividad orogénica.
Las glaciaciones globales conocidas se produjeron durante el Proterozoico. La primera, la glaciación Huroniana, se produjo poco después del comienzo del eón entre los períodos Sidérico y Riásico, mientras que la segunda y la tercera culminaron en el período Criogénico con la hipótesis de la "Tierra bola de nieve" (que comprende a la glaciación Sturtiana y la glaciación Marinoana). Durante el Proterozoico se registraron cuatro supercontinentes: Kenorland, Columbia, Rodinia y Pannotia.

## Gran oxidación

Oxígeno molecular en la atmósfera de la Tierra dado en atmósferas de presión. Etapa 1 (3850-2450 millones de años): no se acumula oxígeno. Etapa 2 (2450-1850 m. a.): los océanos absorben el oxígeno. Etapa 3 (1850-850 m. a): el oxígeno satura el océano, pasa a la atmósfera en grandes cantidades, oxidando la superficie terrestre y dando lugar a la formación de la capa de ozono. Etapas 4 (850-540 m. a.) y 5 (540 hasta la actualidad): el oxígeno se acumula en la atmósfera hasta alcanzar el nivel actual.

Uno de los acontecimientos más importantes del Proterozoico fue el aumento de la concentración de oxígeno en la atmósfera de la Tierra. Aunque el oxígeno producido como sustancia de desecho por la fotosíntesis comenzó a producirse ya hace 2800 millones de años, en el eón arcaico, el porcentaje de oxígeno en la atmósfera se mantuvo probablemente a solo un 1% al 2 % de su nivel actual hasta que los sumideros químicos (oxidación de azufre y hierro) se saturaron hace aproximadamente 2450 millones de años, cuando comienza la Gran Oxidación. Las formaciones de hierro bandeado, que proporcionan la mayor parte de mineral de hierro del mundo son el resultado de estos sumideros químicos de oxígeno. La formación de estas estructuras cesó hace 1900 millones de años.
La capas rojas, coloreadas por hematitas, indican un incremento del oxígeno en la atmósfera a partir de 2000 millones de años atrás, ya que estas no se encuentran en las rocas más antiguas. La acumulación de oxígeno fue debida probablemente a dos factores: la saturación de los sumideros y el aumento en el enterramiento de carbono, que secuestró compuestos orgánicos que de otra forma habrían sido oxidados por la atmósfera.

## Vida

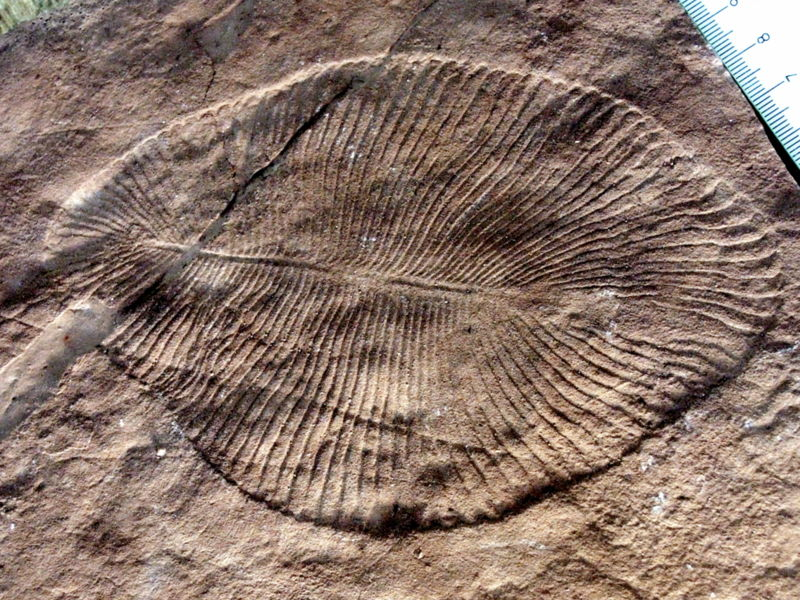
Dickinsonia, fósil de la fauna de Ediacara.

Durante el Proterozoico se produjo la expansión de cianobacterias; de hecho, los estromatolitos alcanzaron su mayor abundancia y diversidad durante este período, con un pico hace aproximadamente 1200 millones de años.
Las primeras células eucariotas y los primeros pluricelulares (mediante el análisis químico de rocas que datan de hace 635 millones de años, se ha descubierto una forma modificada de colesterol, que es producida solo por las esponjas), se originaron una vez que se produjo la acumulación de oxígeno libre. Esto puede haberse debido a un aumento de los nitratos oxidados que los eucariotas necesitan, en contraste con las cianobacterias. Durante el Proterozoico también se produjo la simbiosis entre los proto-eucariotas y los antecesores de mitocondrias (para casi todos los eucariotas) y de cloroplastos (para las plantas y algunos protistas).
Los eucariontes podrían haber surgido hace unos 2500 millones de años, pero los fósiles más tempranos como los acritarcos, al no conservar una morfología distintiva, son difíciles de interpretar. Los primeros fósiles que pueden identificarse claramente como eucariotas son los fósiles de la biota francevillense de 2100 millones de años y Diskagma de hace 2200 millones de años.
Clásicamente, el límite entre los eones proterozoico y fanerozoico se fijó al inicio del Cámbrico, período en el que aparecieron los primeros fósiles de animales como trilobites y arqueociatos. Durante la segunda mitad del siglo XX, se encontró una serie de formas fósiles en rocas del Proterozoico, la denominada fauna de Ediacara, pero el inicio del Cámbrico, se sigue manteniendo fijo a 542 millones de años.

## Subdivisiones
El Proterozoico está dividido en tres eras: Paleoproterozoico (2500 - 1600 millones de años), Mesoproterozoico (1600 - 1000 millones de años) y Neoproterozoico (1.000 - 542,0 ±1,0 millones de años).
| Supereón    | Eón Eonotema     | Era Eratema                | Periodo Sistema            | Inicio, en millones de años |
| ----------- | ---------------- | -------------------------- | -------------------------- | --------------------------- |
| Precámbrico | Proterozoico     | Neo- proterozoico          | Ediacárico Ediacariano     | ~635                        |
| Precámbrico | Proterozoico     | Neo- proterozoico          | Criogénico Criogeniano     | ~720                        |
| Precámbrico | Proterozoico     | Neo- proterozoico          | Tónico Toniano             | 1000                        |
| Precámbrico | Proterozoico     | Meso- proterozoico         | Esténico Steniano          | 1200                        |
| Precámbrico | Proterozoico     | Meso- proterozoico         | Ectásico Ectasiano         | 1400                        |
| Precámbrico | Proterozoico     | Meso- proterozoico         | Calímico Calymmiano        | 1600                        |
| Precámbrico | Proterozoico     | Paleo- proterozoico        | Estatérico Statheriano     | 1800                        |
| Precámbrico | Proterozoico     | Paleo- proterozoico        | Orosírico Orosiriano       | 2050                        |
| Precámbrico | Proterozoico     | Paleo- proterozoico        | Riásico Rhyaciano          | 2300                        |
| Precámbrico | Proterozoico     | Paleo- proterozoico        | Sidérico Sideriano         | 2500                        |
| Precámbrico | Arcaico Arqueano | Neoarcaico Neoarqueano     | Neoarcaico Neoarqueano     | 2800                        |
| Precámbrico | Arcaico Arqueano | Mesoarcaico Mesoarqueano   | Mesoarcaico Mesoarqueano   | 3200                        |
| Precámbrico | Arcaico Arqueano | Paleoarcaico Paleoarqueano | Paleoarcaico Paleoarqueano | 3600                        |
| Precámbrico | Arcaico Arqueano | Eoarcaico Eoarqueano       | Eoarcaico Eoarqueano       | 4031±3                      |
| Precámbrico | Hádico Hadeano   | Hádico Hadeano             | Hádico Hadeano             | 4567                        |